# Автомобільна промисловість в Єгипті
Автомобільна промисловість Єгипту — галузь економіки Єгипту.

## Історія

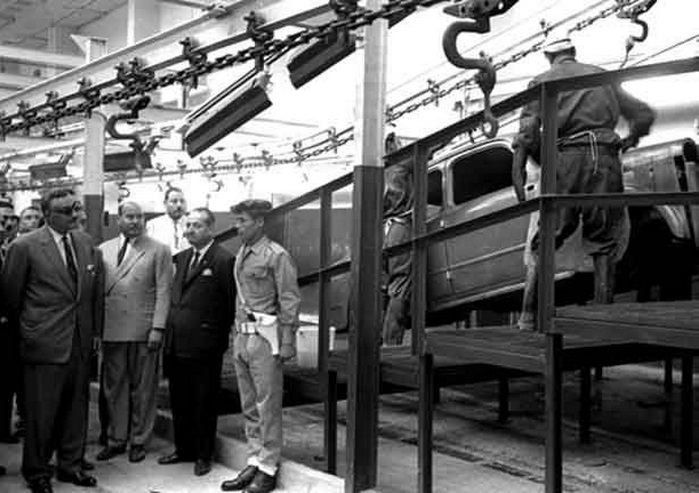
Президент Гамаль Абдель Насер на відкритті автозаводу Al Nasr, 1963 рік

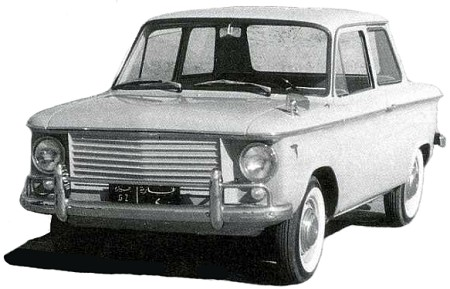
Ramses III (1966–1972)

У першій половині ХХ століття Єгипет був великим ринком для іноземних автомобілів. Це приваблювало в регіон європейських і американських виробників. Ефективне державне регулювання разом зі зростаючим автомобільним парком країни створили потужний потенціал для розвитку місцевого виробництва деталей, запчастин і вузлів. Власна автомобільна промисловість в Єгипті почала розвиватись з кінця 1940-х років. Вона починалася з невеликих складальних і кузовних підприємств. Одне таке підприємство, яке належало фірмі Ford, було в Александрії, а два інших знаходились в Каїрі.
Після Другої світової війни автомобілі імпортувалися переважно з Франції, Японії та Великої Британії. Зі створенням Арабської Республіки Єгипет і приходом Гамала Абделя Насера в 1954 році в країні процвітав націоналізм. У Єгипті промисловості майже не було, тож країна була залежною від імпорту, що у свою чергу, призвело до зростання цін. Чимало громадян не могли дозволити собі ці дорогі імпортні товари. Автомобільна промисловість була лише однією з декількох галузей, які тепер субсидувалися державою. Оскільки в країні було лише декілька великих компаній, державі довелося заснувати багато нових компаній, щоб відповідати економічному плану.
Egyptian Light Transport Manufacturing Company (ELTRAMCO) була уповноважена вести один з національних пілотних проектів, а саме створення єгипетської національної автомобільної промисловості. Зіткнувшись з критичним браком кваліфікованої робочої сили в країні, уряд шукав підтримку з боку іноземних компаній. Таку технічну допомогу надали італійська компанія Carrozeria Bertone SpA та німецька NSU Motorenwerke AG, які були відповідальними за технічне оснащення, двигуни і кузови. Компанія займалася виробництвом моделі аналогічної до NSU Prinz III, а потім NSU Prinz IV. Назва компанії було обрано для нагадування про єгипетських фараонів династії Рамзес, що покликано символізувати економічну появу країни.
Автомобіль Ramses був незабаром знятий з виробництва, оскільки не був у змозі конкурувати з іноземними брендами, особливо після закінчення епохи соціалізму і переходу до більш ліберального ринку.
У 1958 році Єгипет продовжив втілювати амбітну програму економічного розвитку. В її рамках в 1960 році була заснована державна компанія NASCO (Nasr Automobile Company), яка була першим виробником автомобілів в регіоні. Одночасно були створені дві державні компанії з виробництва велосипедів, мотоциклів та інших транспортних засобів — Eltramco та Micar. Nasr Automobile Company була заміною короткотривалого автомобіля Ramses (також державного виробництва), який страждав від ненадійності і мав поганий дизайн. Nasr мав намір стати доступним автомобілем для середньостатистичної людини, хоча все ж був занадто дорогим для великої частки єгипетського населення. Створення компанії також було частиною загального процесу індустріалізації, ініційованого після єгипетської революції 1952 року.
Рішення зосередитися на складанні іноземних ліцензованих автомобілів під маркою Nasr базувалося, перш за все, на бажанні уникнути проблем з розробкою та проектуванням, пов'язаних з попередніми спробами вітчизняного виробництва автомобілів. Крім того, компактні та порівняно доступні автомобілі на базі автомобілів Fiat, що вироблялись спільно з FSO і Zastava, добре підходили для єгипетського ринку. Nasr пізніше розширить виробництво до комунальних та сільськогосподарських машин, а також вантажівок.

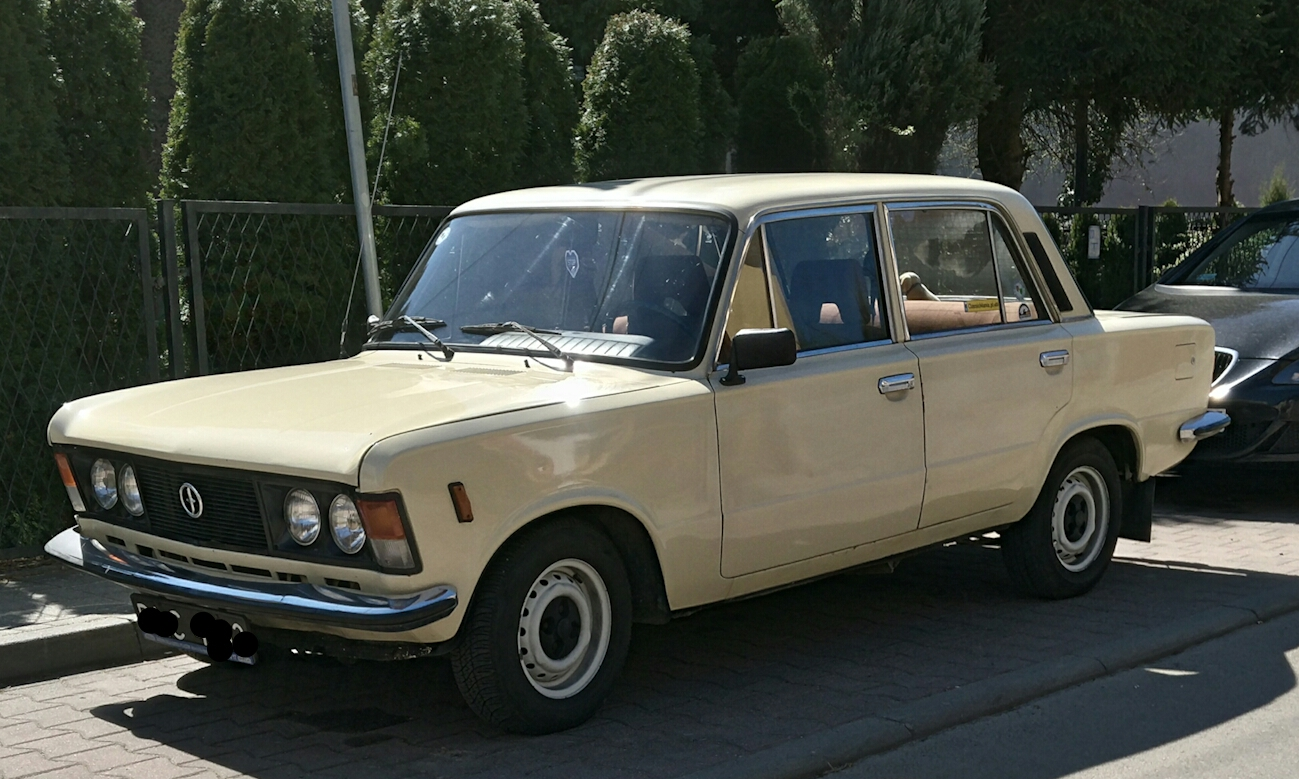
Nasr 125/Polski Fiat 125p (1972–1983)
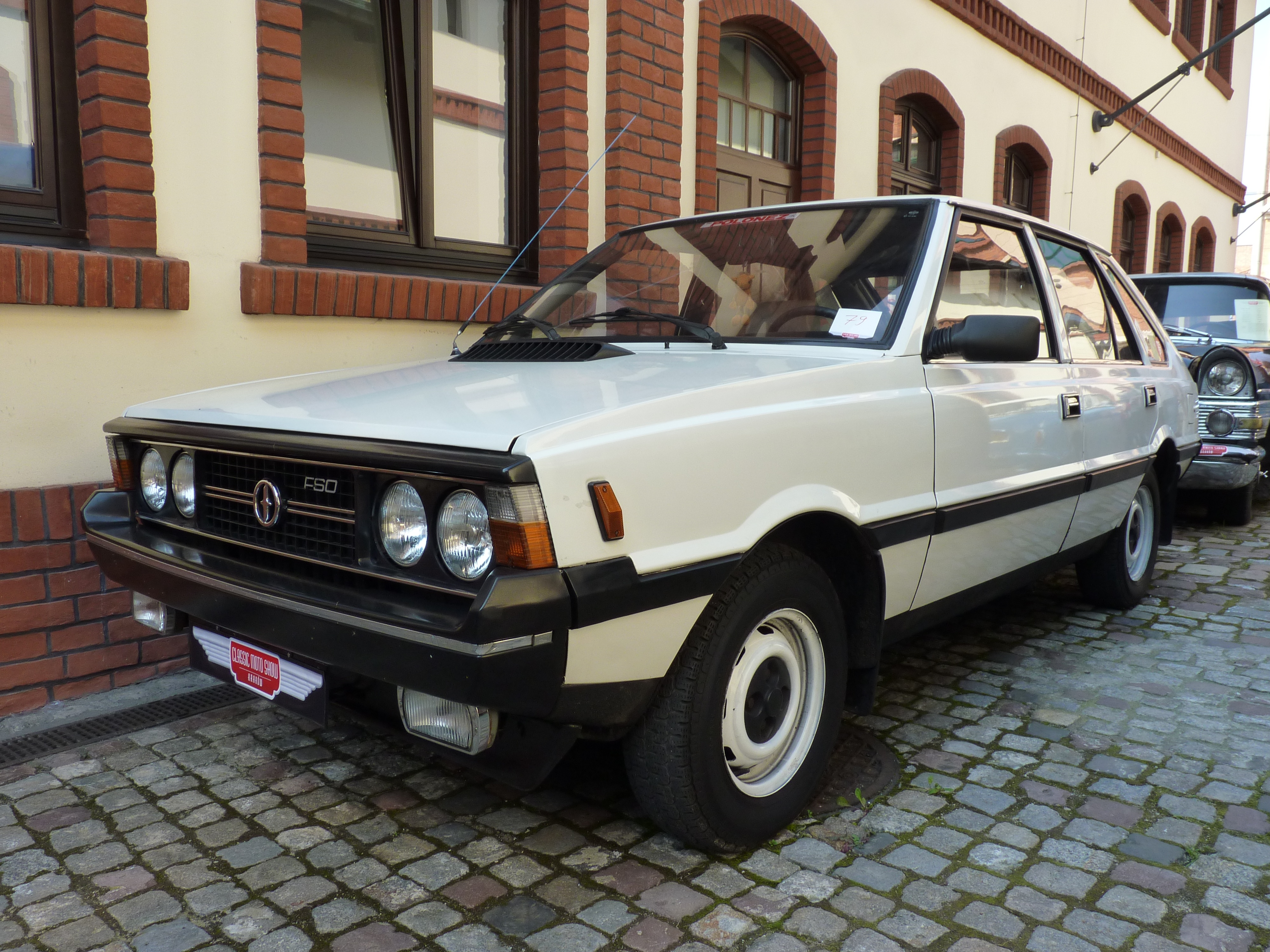
Nasr Polonez/FSO Polonez (1983–1992)
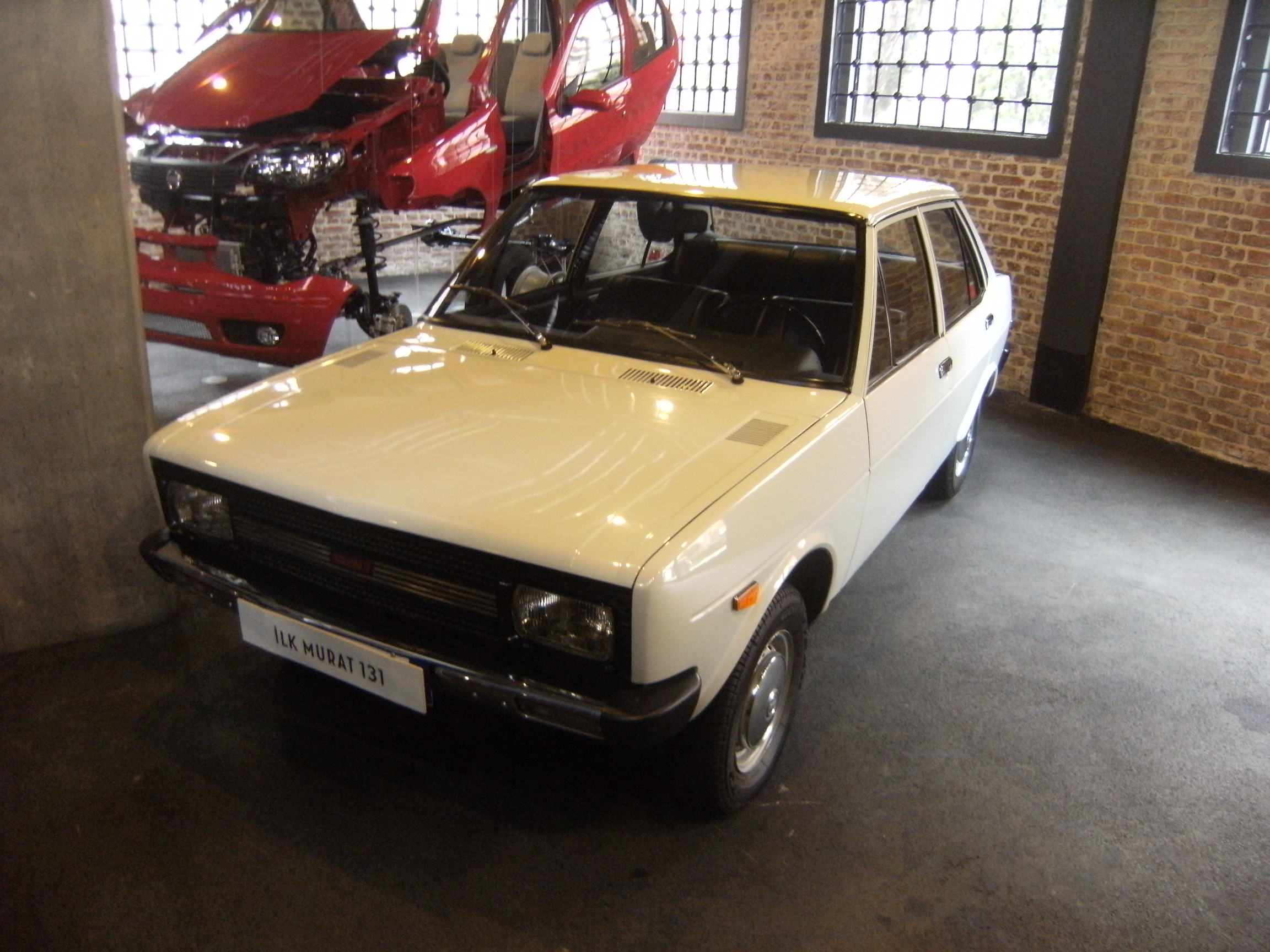
Nasr Dogan/Tofaş 131 Murat (1982–1995)
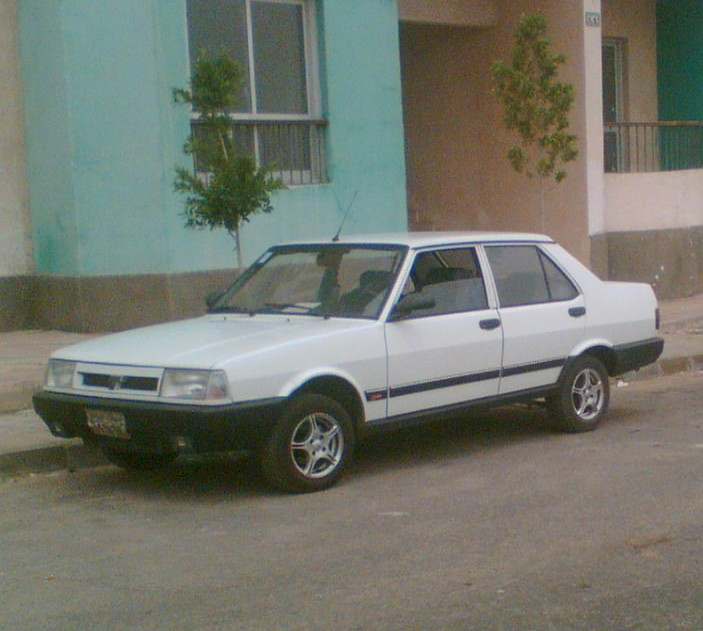
Nasr Sahin/Tofaş Sahin (1991–2010)
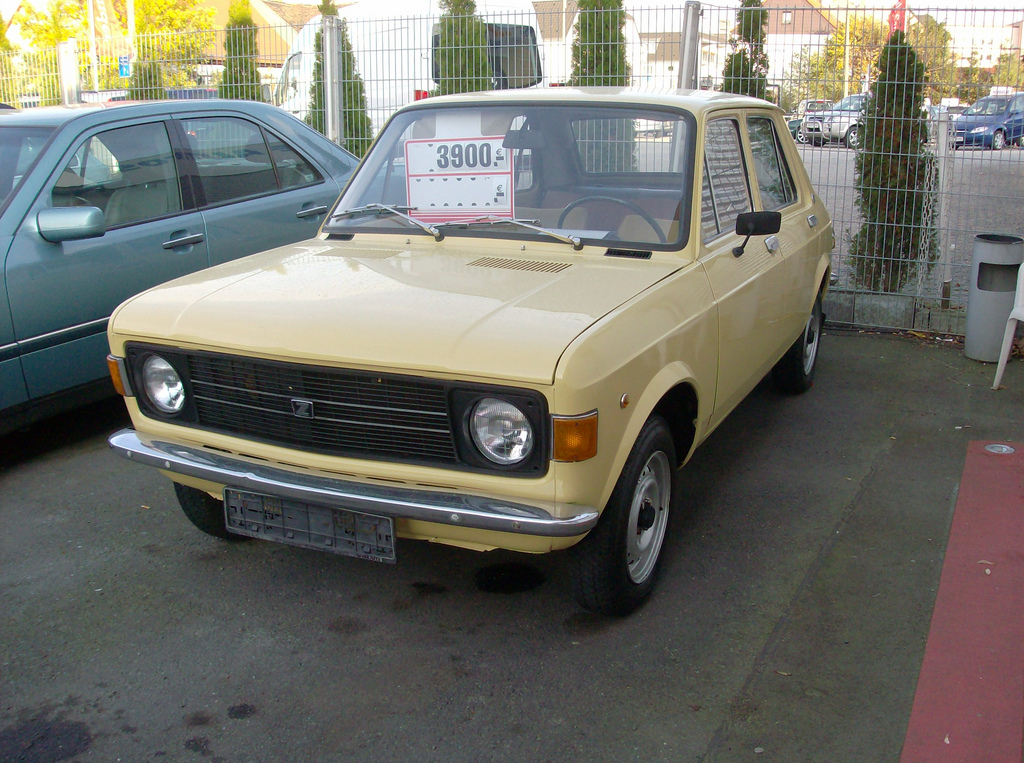
Nasr 128/Zastava 128 (1984–2008)
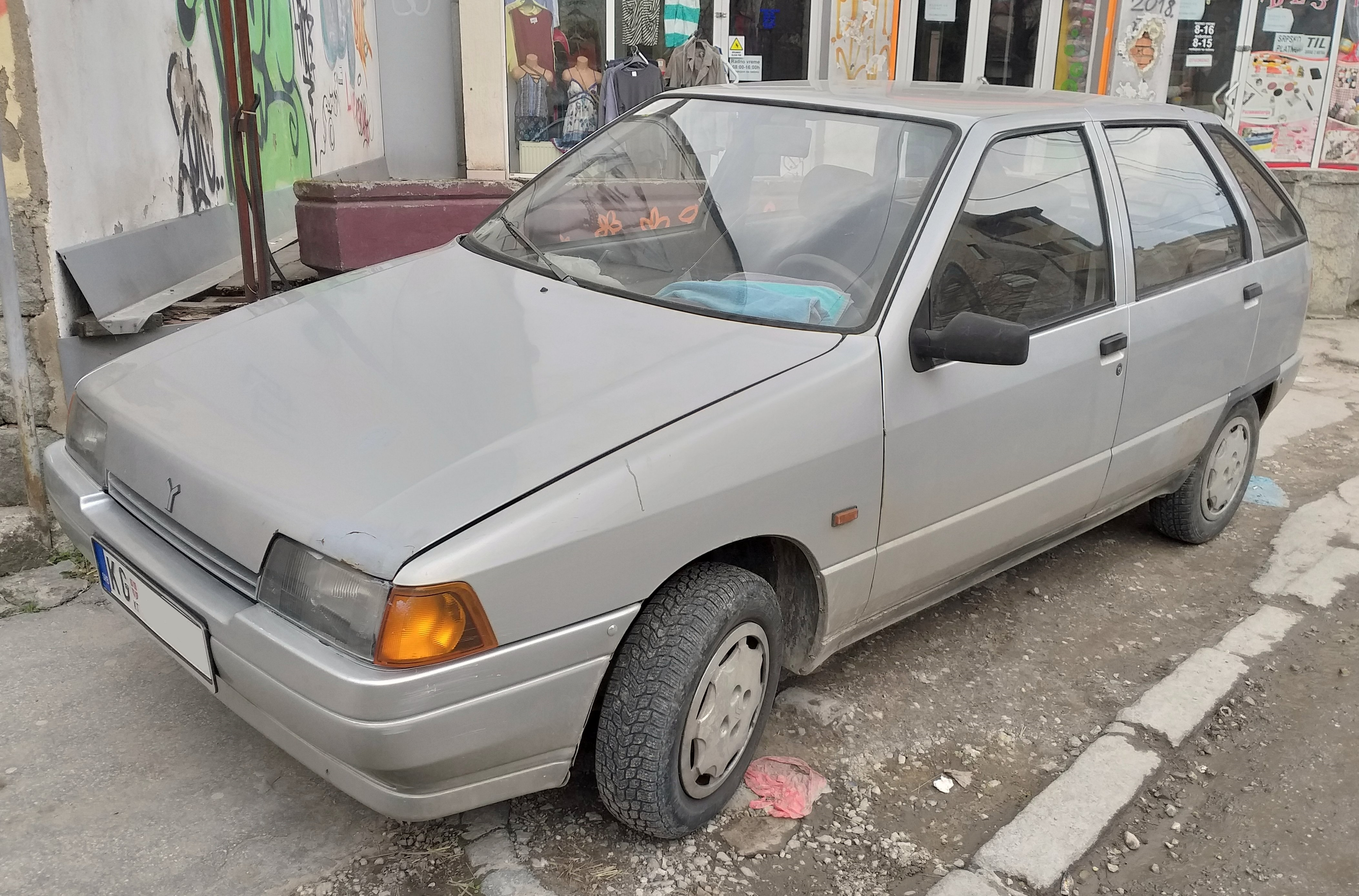
Nasr Florida/Zastava Florida (1995–2008)

## Сучасний стан

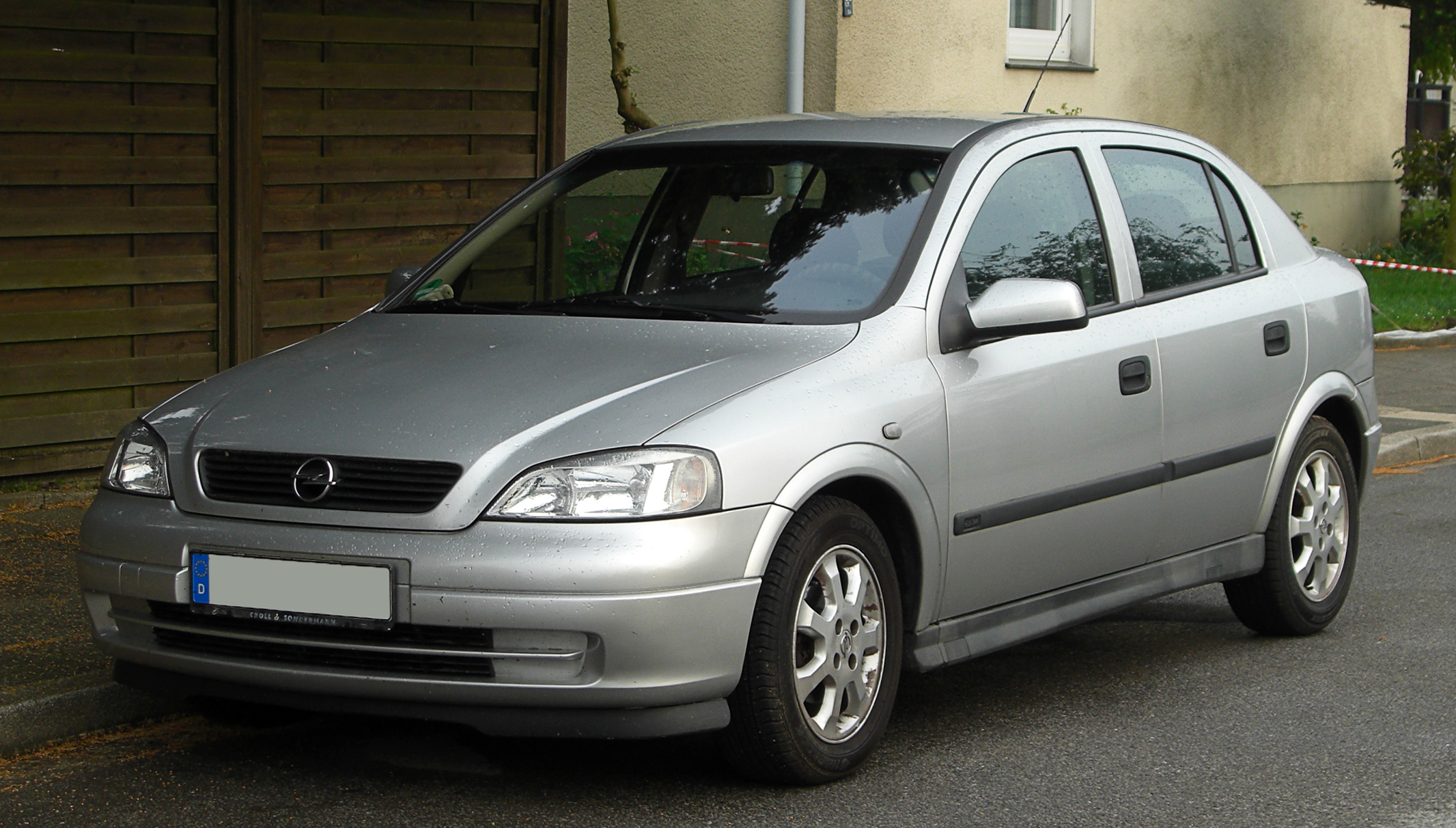
Opel Astra G (1998–2009)

У 1974 році президент Єгипту Анвар Садат ініціював економічну політику відкритих дверей (Open Door Economic Policy (ODEP)). У 1980-ті роки автомобільна промисловість Єгипту переживала бурхливе зростання. У 1985 році General Motors (GM) створила спільне підприємство з Al-Monsour Automotive Company, яка була місцевим імпортером і дилером автомобілів у Єгипті. На початку 1990-х років уряд Єгипту прийняв Програму економічних реформ і структурної адаптації (Economic Reform and Structural Adjustment Program (ERSAP)). Це привабило багато іноземних компаній, які вийшли на ринок Єгипту для будівництва своїх заводів і складальних ліній. 
Сьогодні в країні працюють 16 автобудівельних підприємств зі 26 складальними лініями, що діють в рамках угод з такими всесвітньо визнаними фірмами, як Daimler-Chrysler, BMW, Peugeot, Suzuki, Hyundai, Nissan, Daewoo, Citroën, Opel, Kia і Tofaş. Розвиток автомобільної промисловості стимулювало також і зростання підприємств-суміжників. Вони виробляють в даний час щорічно до 100,000 легкових автомобілів, легких комерційних автомобілів, вантажівок і автобусів. В Єгипті є також 300 заводів, які виробляють більшість автомобільних компонентів. 

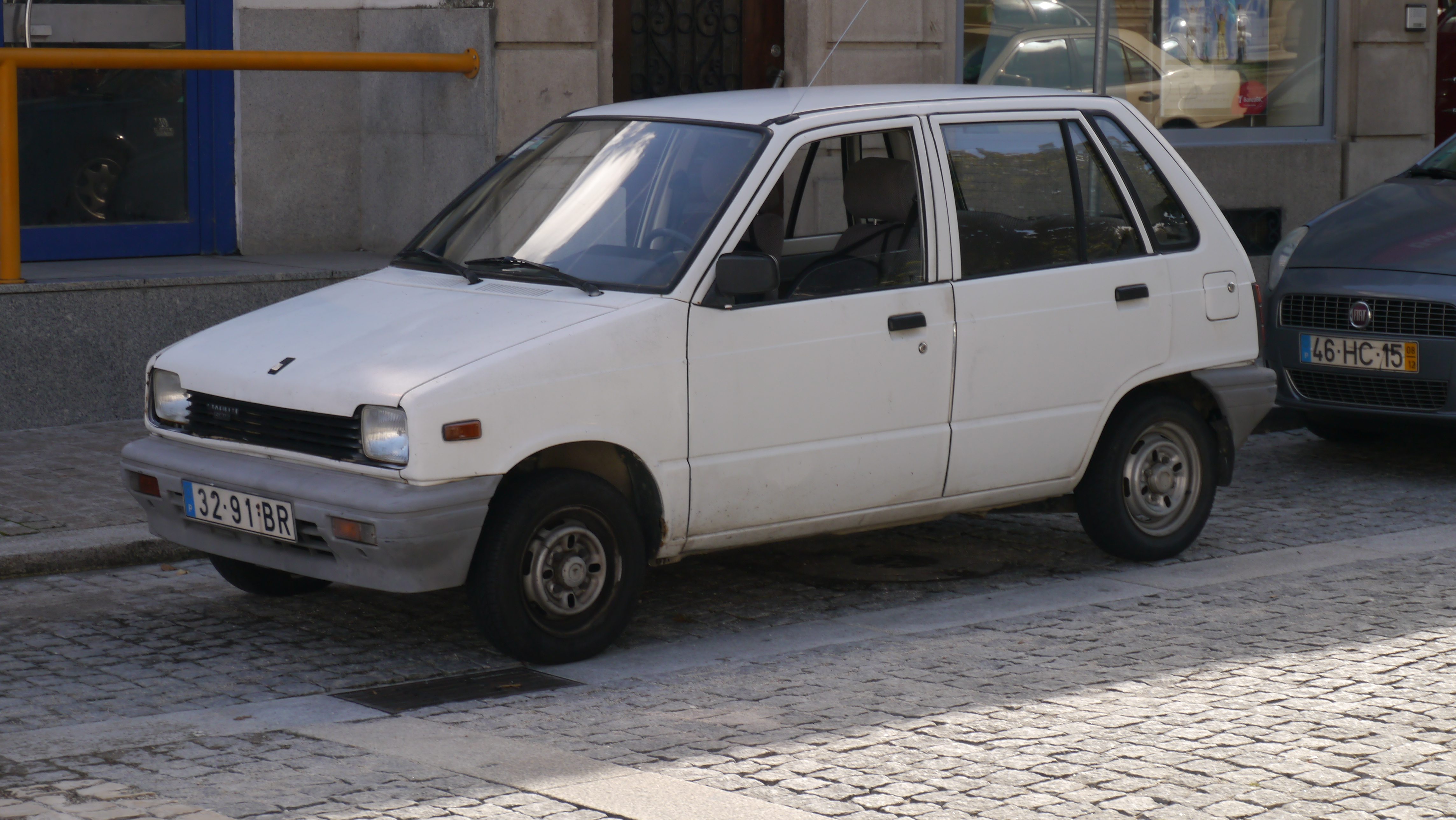
Maruti 800 (1988–2013)
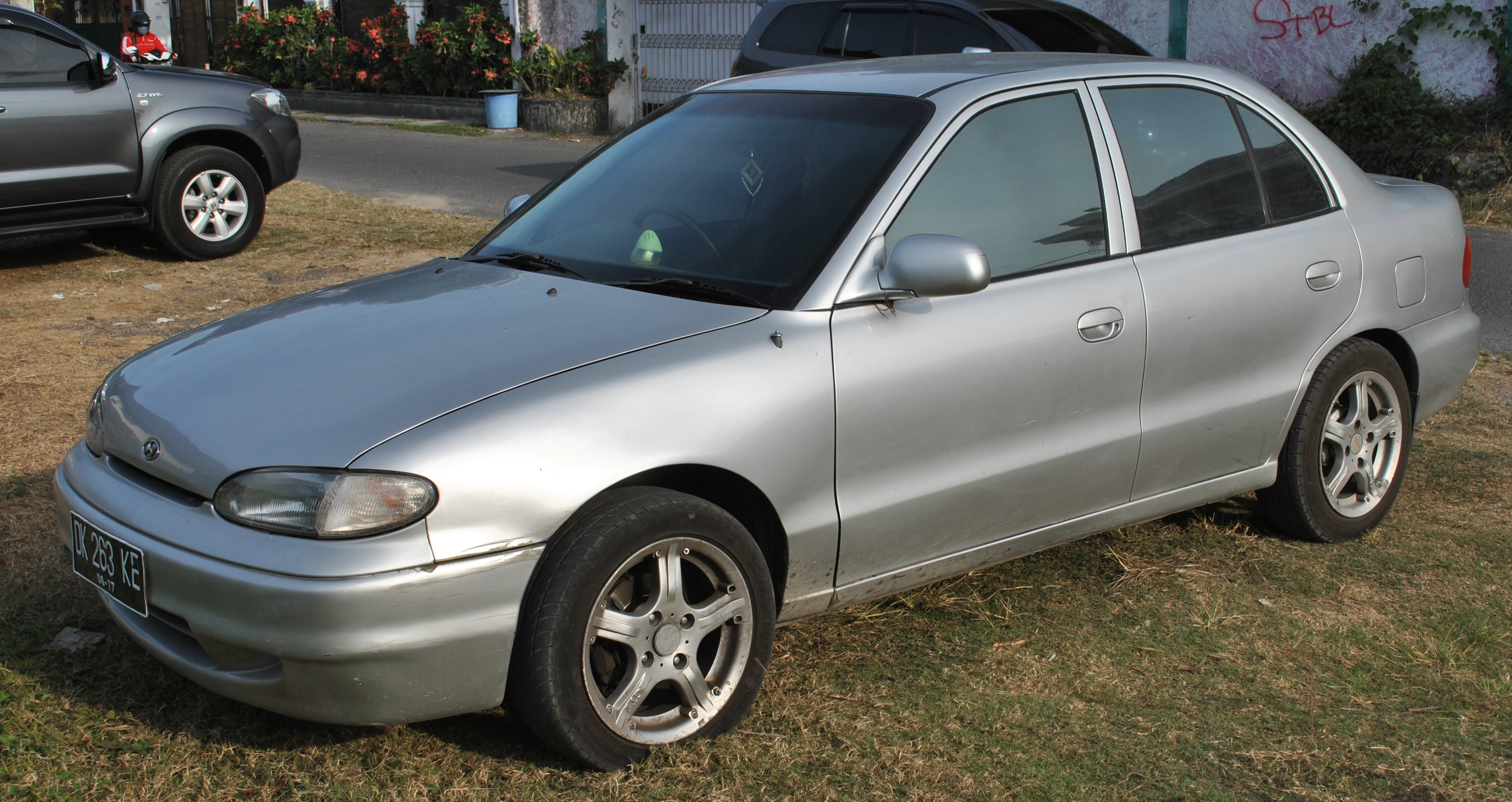
Hyundai Accent (1995–2006)
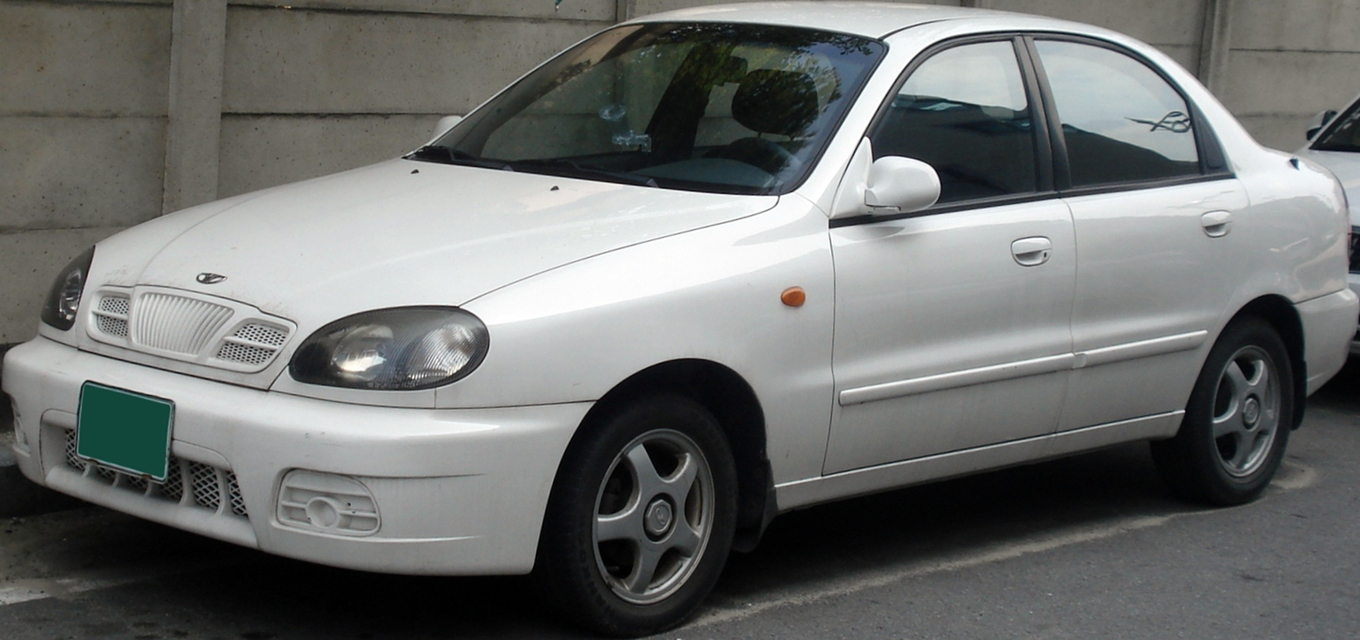
Chevrolet Lanos (1998–2012)
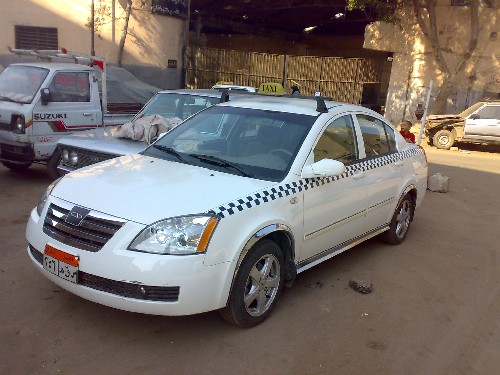
Speranza A516/Chery A5 (2006–2010)
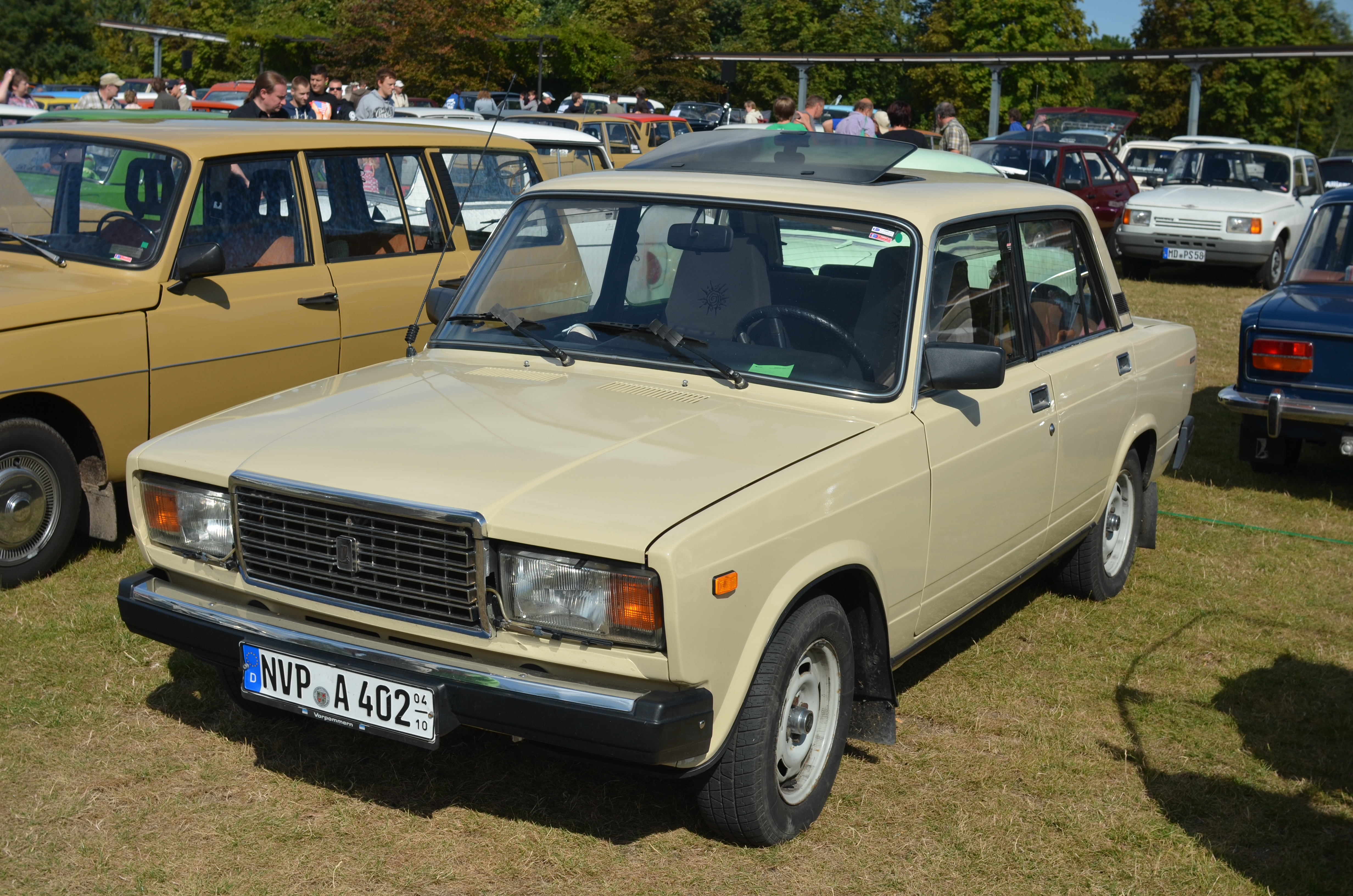
Lada 2107 (2006—2014)
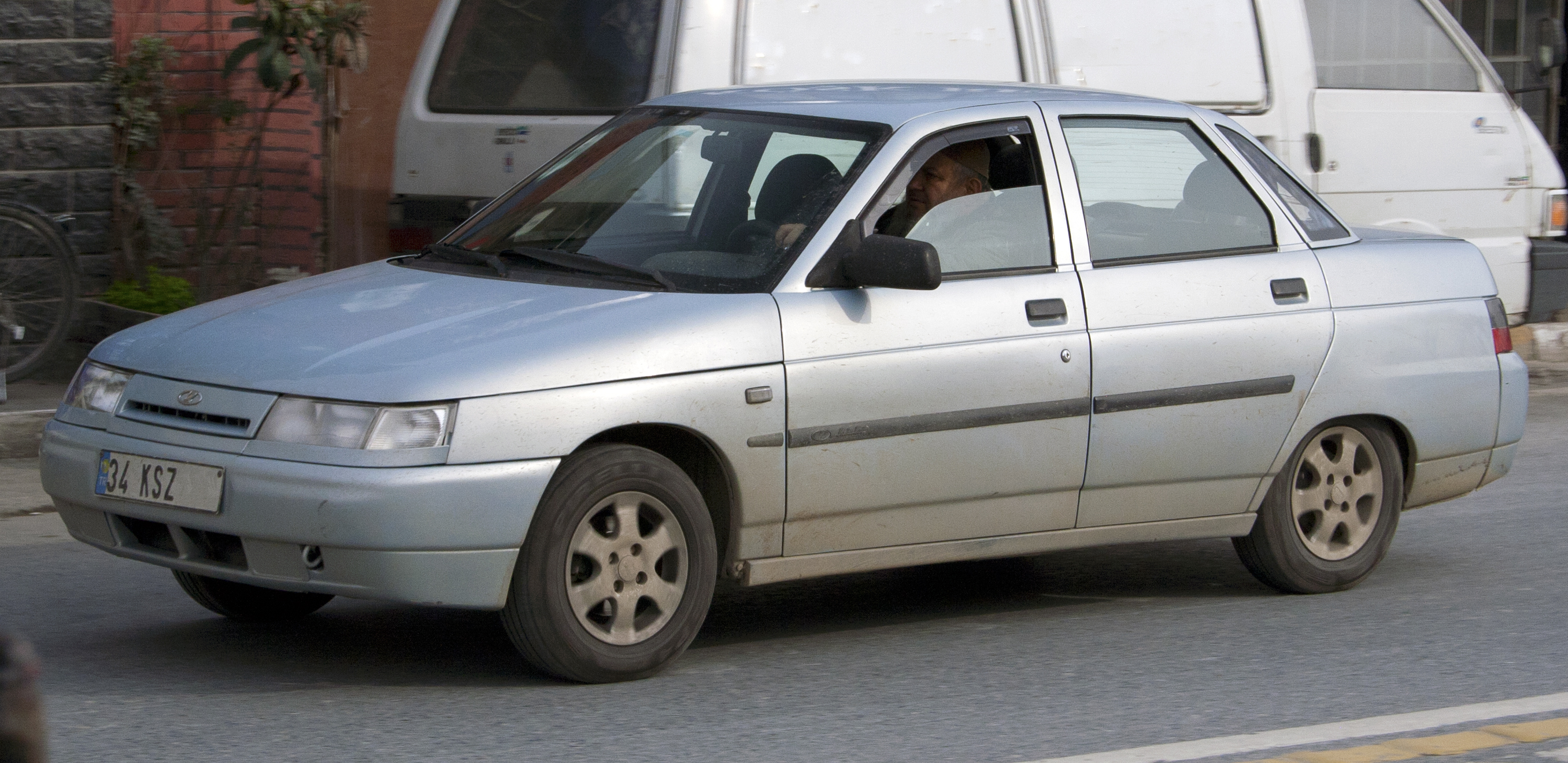
Lada 2110 (2005–2015)

## Обсяги виробництва та ринку

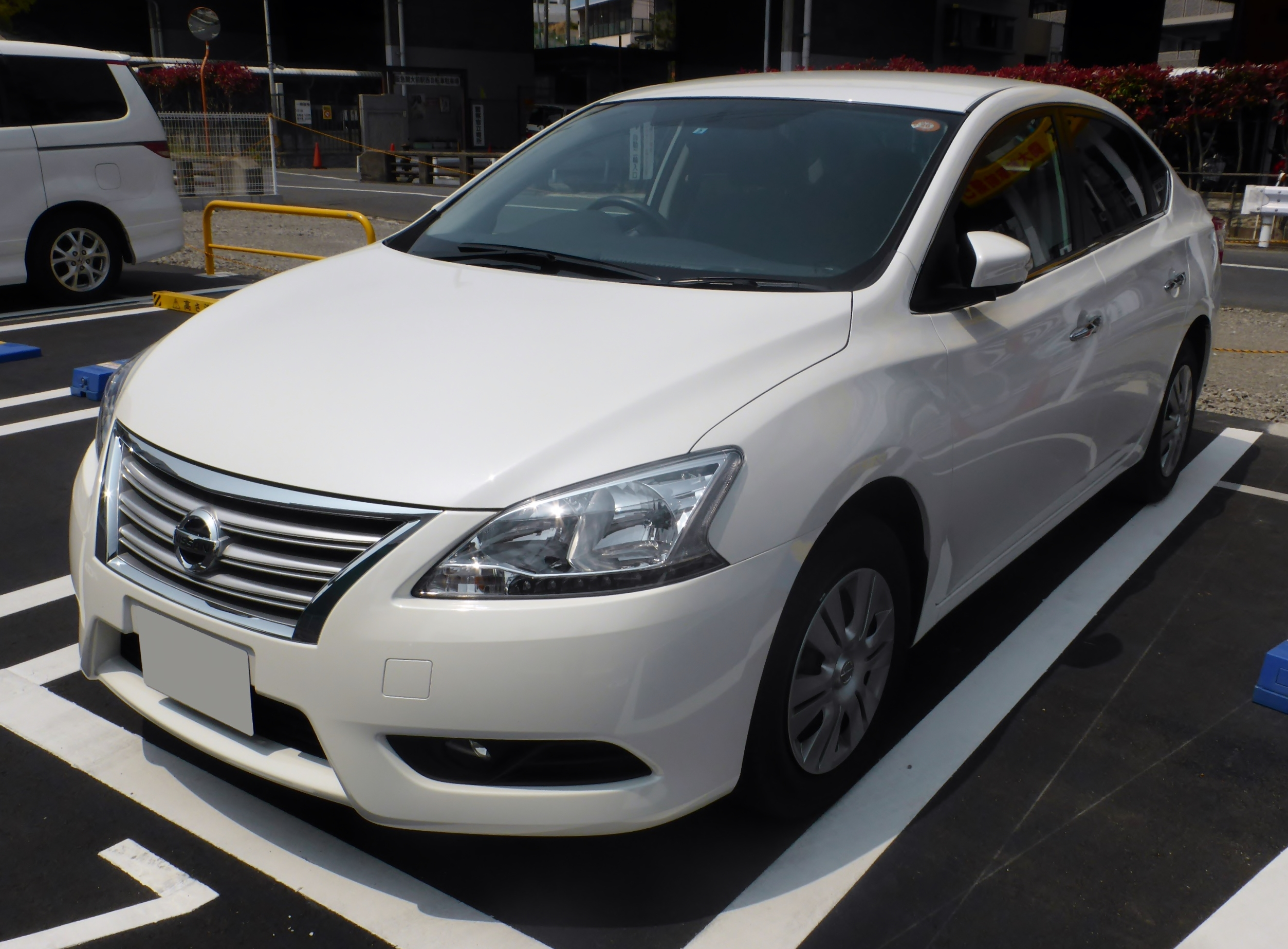
Nissan Sylphy (2012–2019)

У 2004 році, єгипетський автомобільний ринок почав розширюватися в геометричній прогресії, разом із місцевим виробництвом компонентів та складанням автомобілів. Загальний обсяг ринку виробництва в Єгипті складався всього з 49,335 автомобілів в 2004 році. У 2010 році виробництво транспортних засобів зросло до 116,683 одиниць; на 136% більше. Це був найкращий час для єгипетської автомобільної промисловості.
Проте єгипетська революція 2011 року, також відома як революція 25 січня, яка повалила колишнього президента Хосні Мубарака, завдала значної шкоди галузі. Nissan призупинив своє виробництво в Єгипті з міркувань безпеки після початку урядових протестів. Toyota також припинила свій бізнес зі складання позашляховиків в Єгипті через ситуацію. Багато корейських компаній, таких як Samsung, LG та Hyundai Motors, були змушені відмовитися вести свій бізнес в Єгипті через протести по всій країні, і багато співробітників були змушені повернутися до Кореї чи іншої країни. BMW повернув своїх громадян до Німеччини через насильницькі демонстрації, а інші виробники автомобілів, такі як Daimler AG та General Motors, тимчасово призупинили роботу в Єгипті.
Через політичні зміни, починаючи з 2011 року, виробництво знизилося більш ніж на 31% в 2012 році. У 2013 році Єгипет був третім за величиною автомобільним виробником на ринку в Африці, після таких країн, як Південна Африка і Марокко. Загальне виробництво автомобілів станом на 2017 рік становить лише 36,640 одиниць.

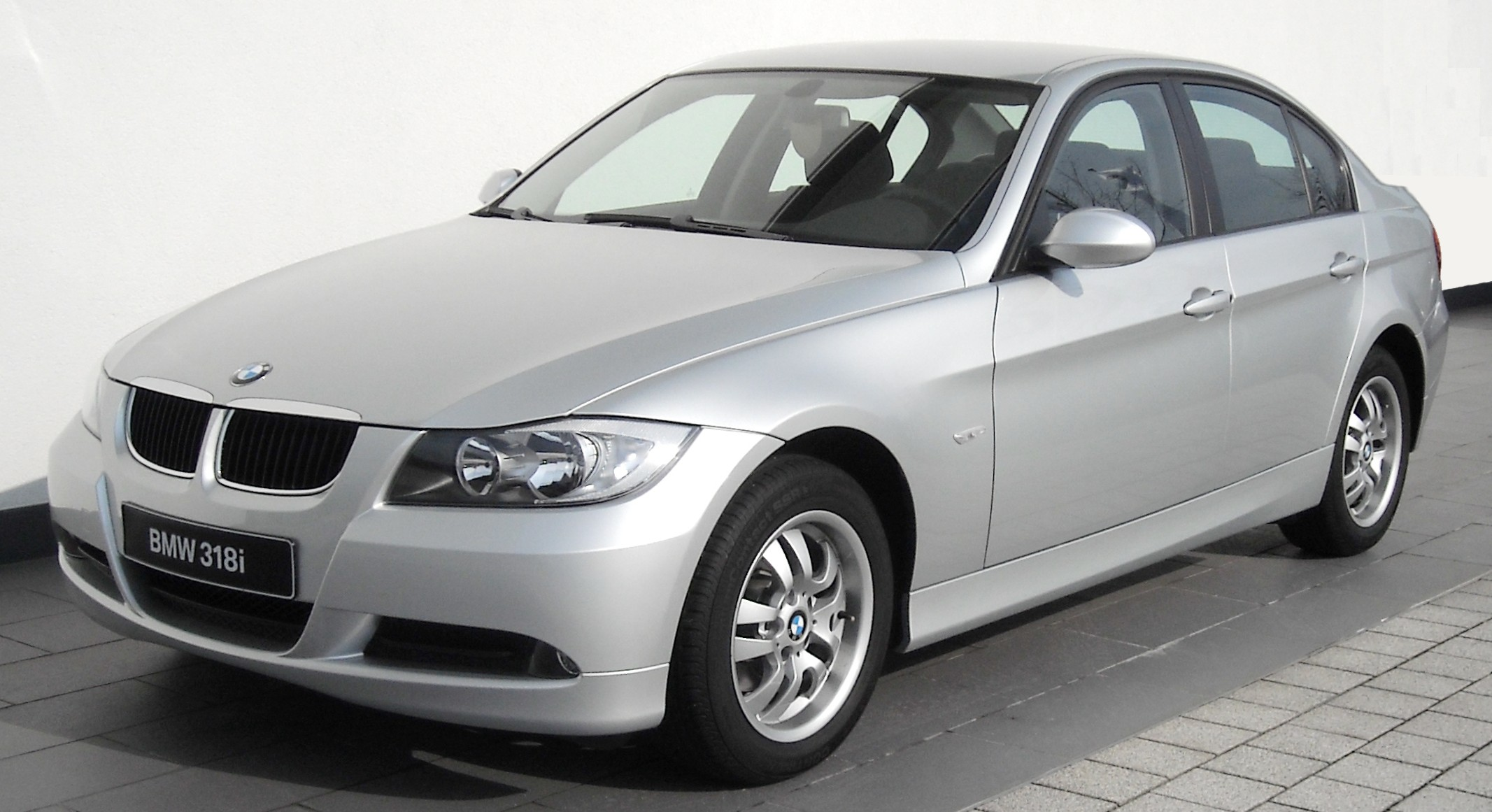
BMW 3 Series (E90) (2004–2013)
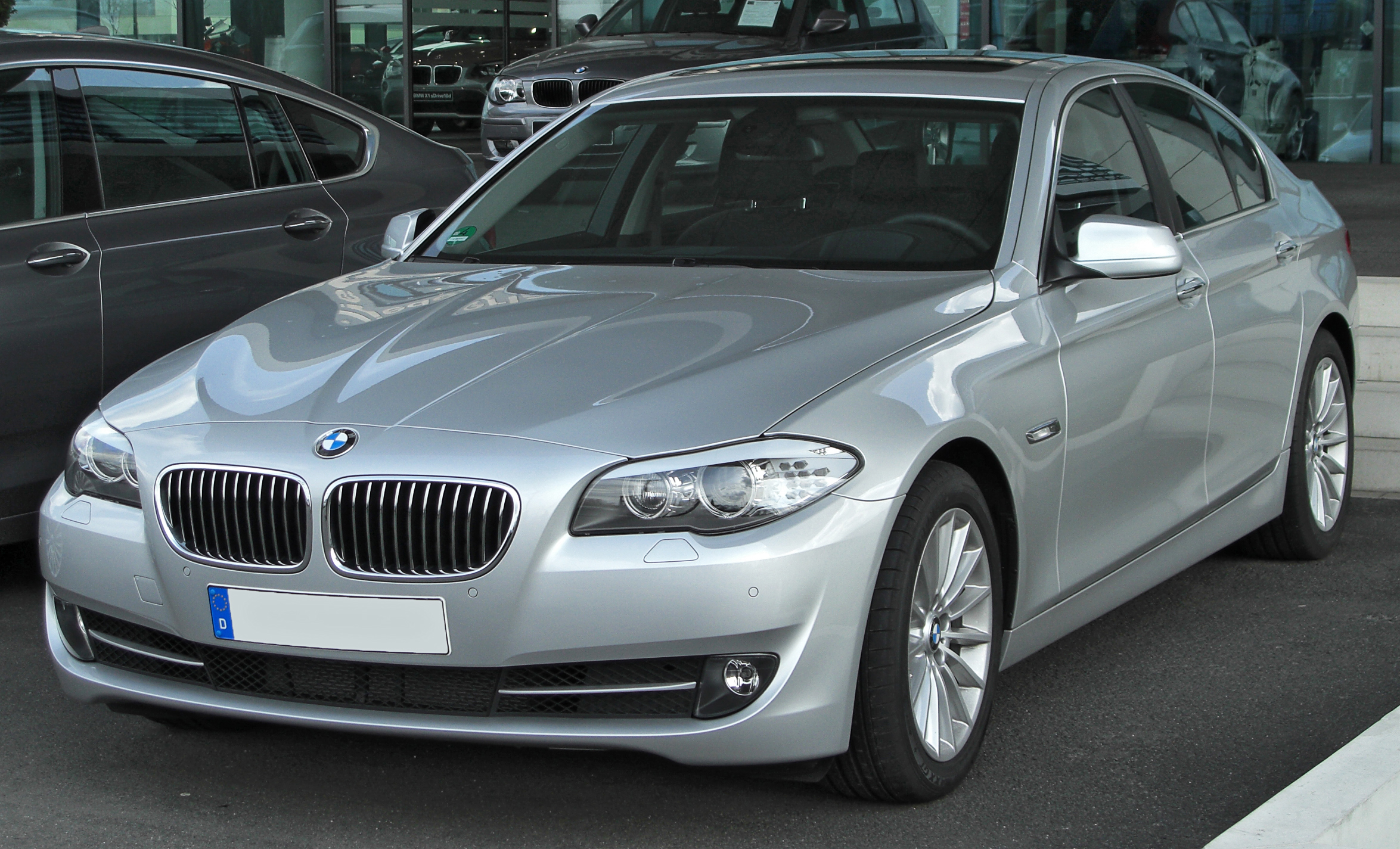
BMW 5 Series (F10) (2010–2017)
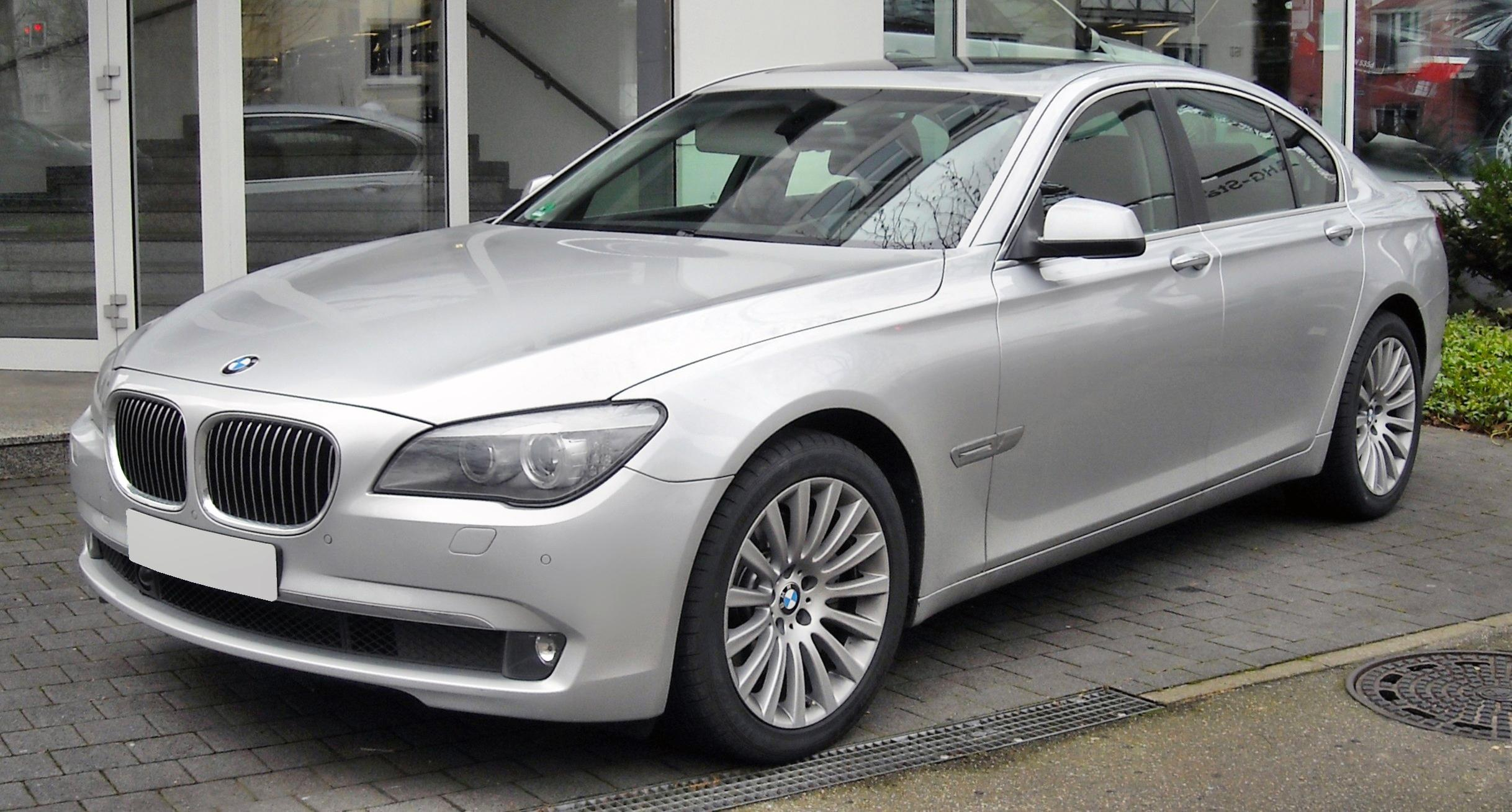
BMW 7 Series (F01) (2008–2015)
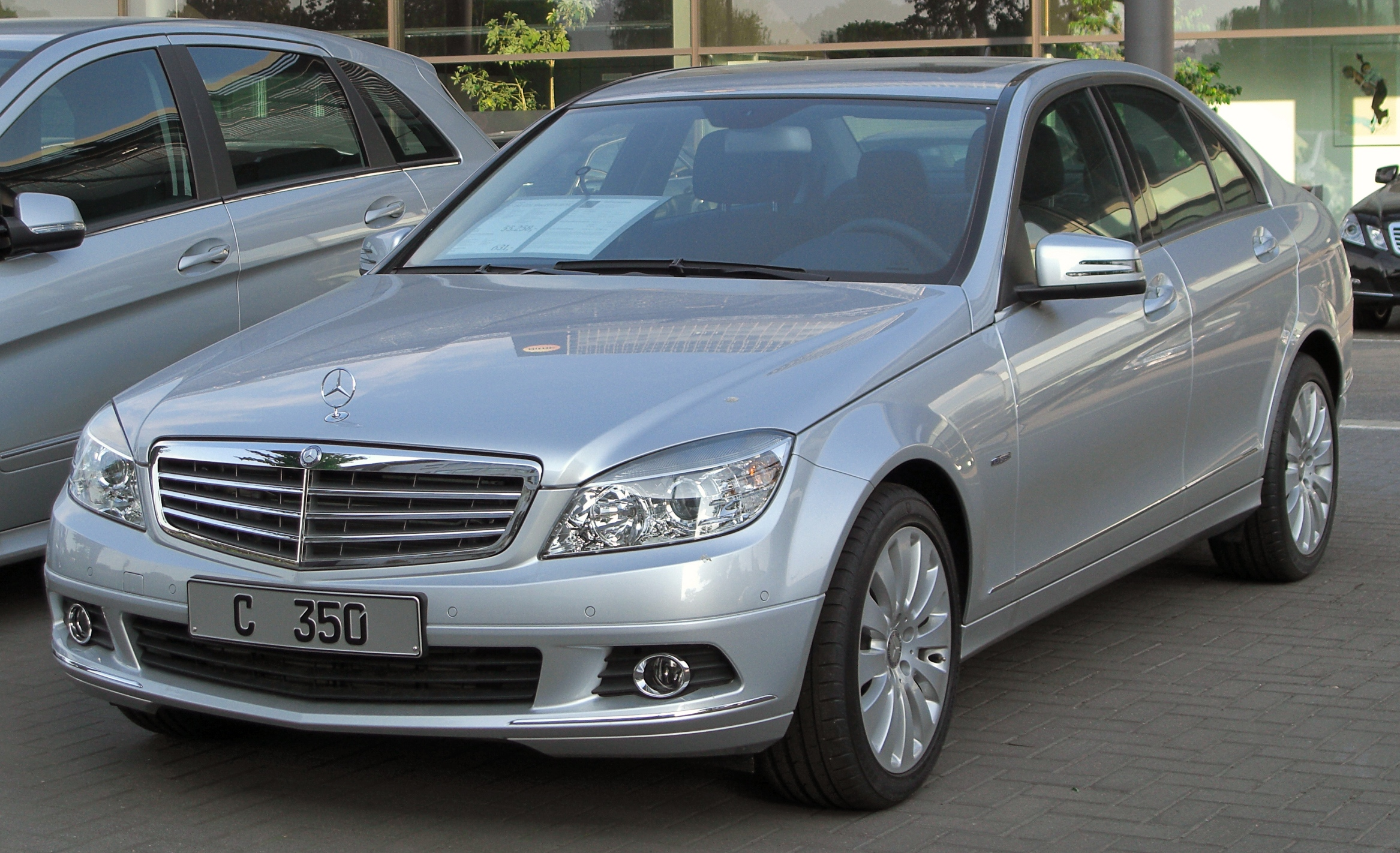
Mercedes-Benz C-Class (W204) (2007–2013)
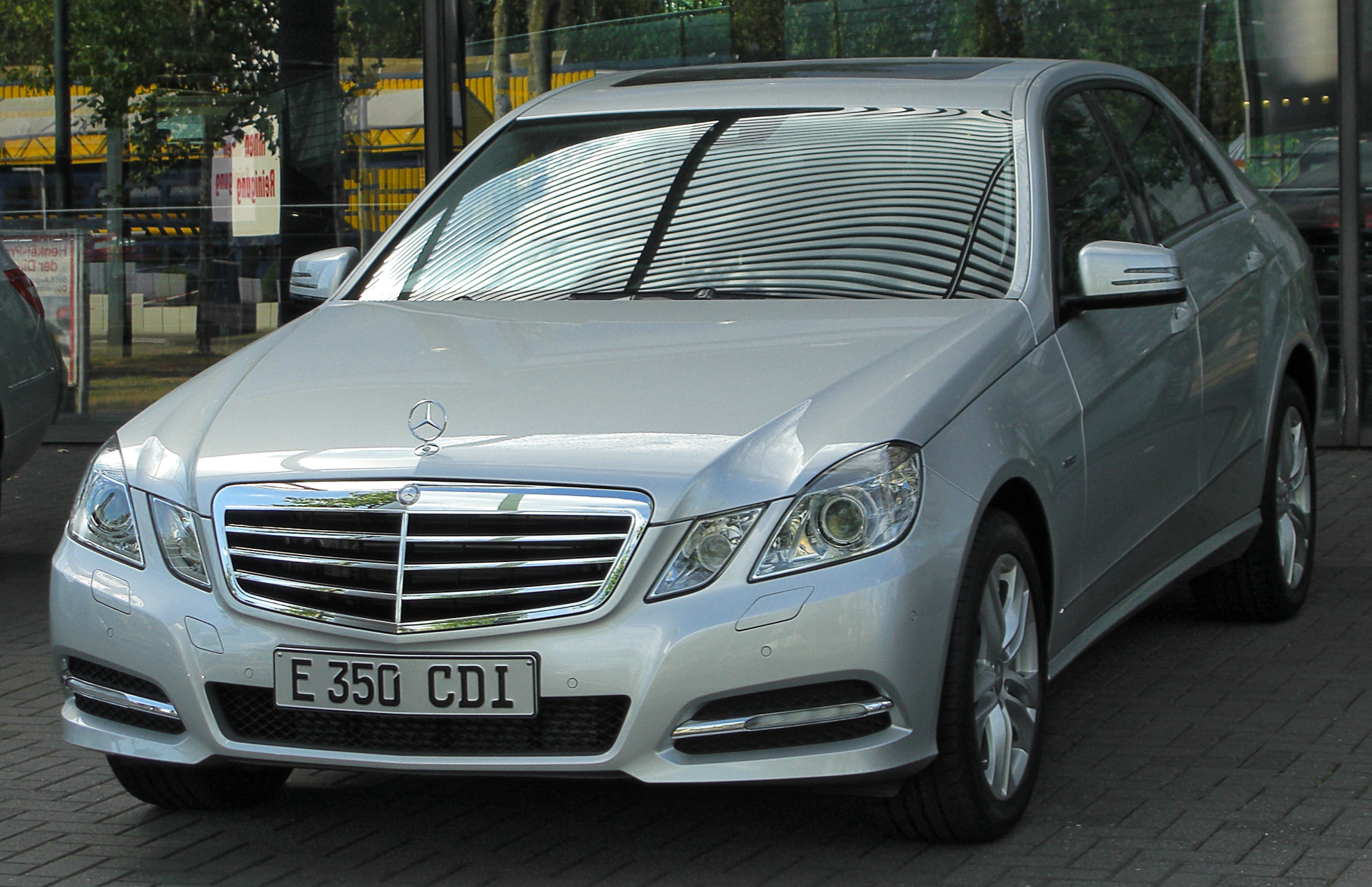
Mercedes-Benz E-Class (W212) (2009–2016)
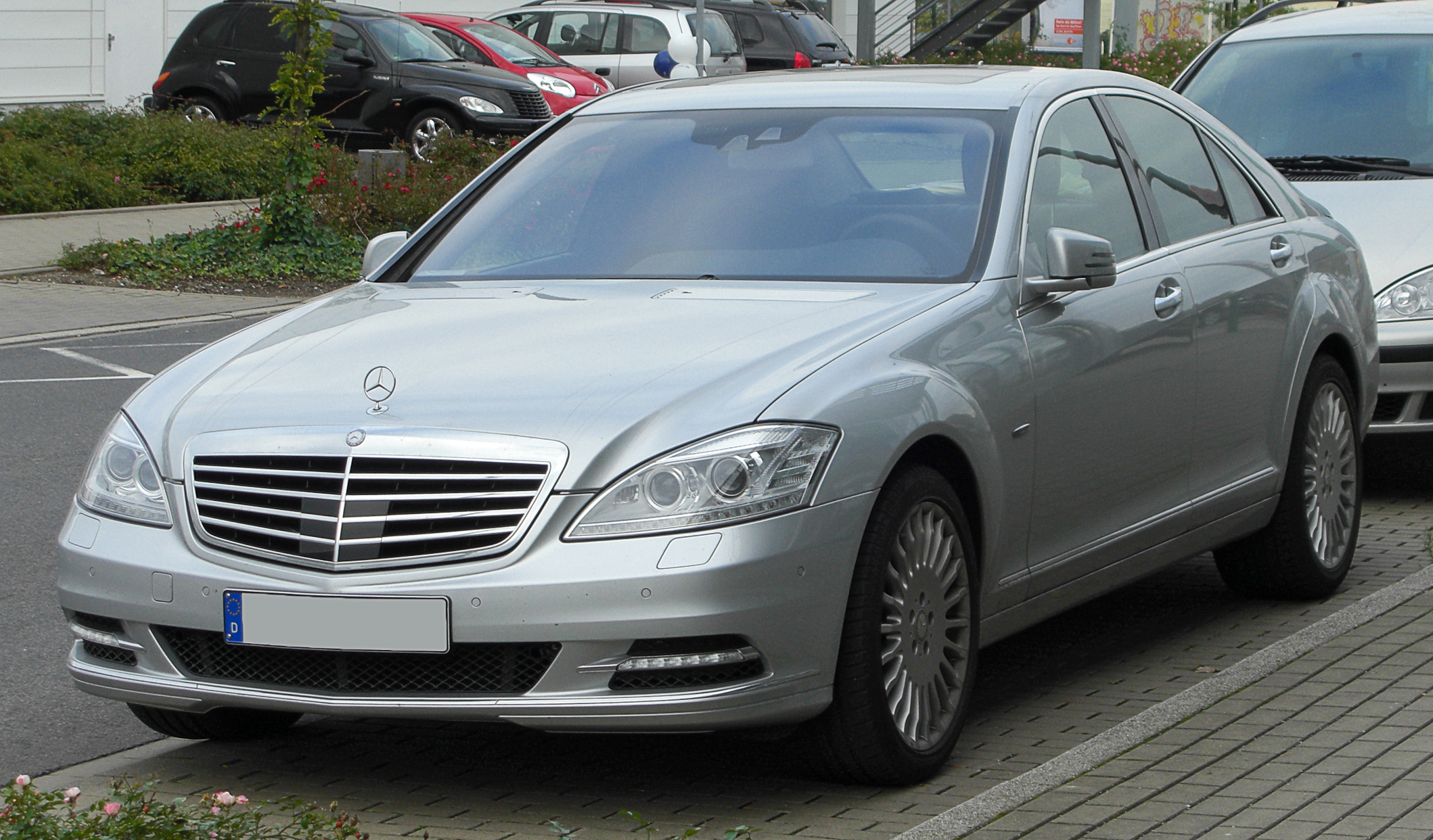
Mercedes-Benz S-Class (W221) (2005–2013)

## Виробники
Активні:

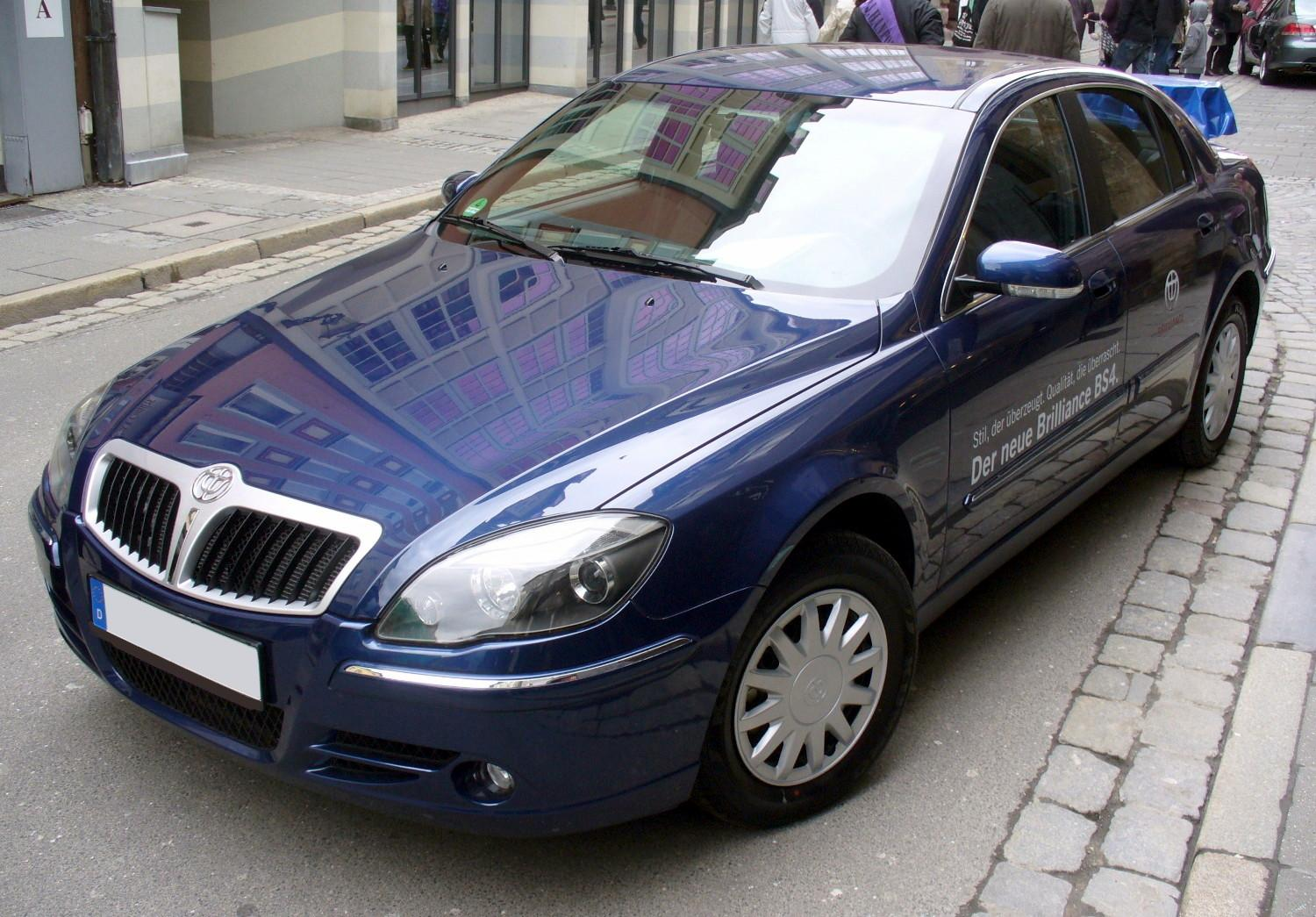
Brilliance Splendor (2006–2014)

- Arab American Vehicles (1978–дотепер)
- Bavarian Auto Group (2003–дотепер)
- Egy-Tech Engineering (1997–дотепер)
- Egyptian German Automotive Company (1996–дотепер)
- General Motors Egypt (1983–дотепер)
- Ghabbour Group (1960–дотепер)
- Manufacturing Commercial Vehicles (1994–дотепер)
- Seoudi Group (1975–дотепер)

Неактивні:
- Speranza Motors (2004–2016)
- Nasr (1960–2009)

## Зарубіжні компанії
- BMW Egypt
- Brilliance Motors Egypt
- Chery Egypt
- GM Egypt
- Mahindra & Mahindra Egypt
- Toyota Motor Egypt

## Обсяг виробництва за роками
У 2005 році було вироблено 123,425 автомобілів, таким чином він став піковим для автомобільної промисловості в Єгипті.

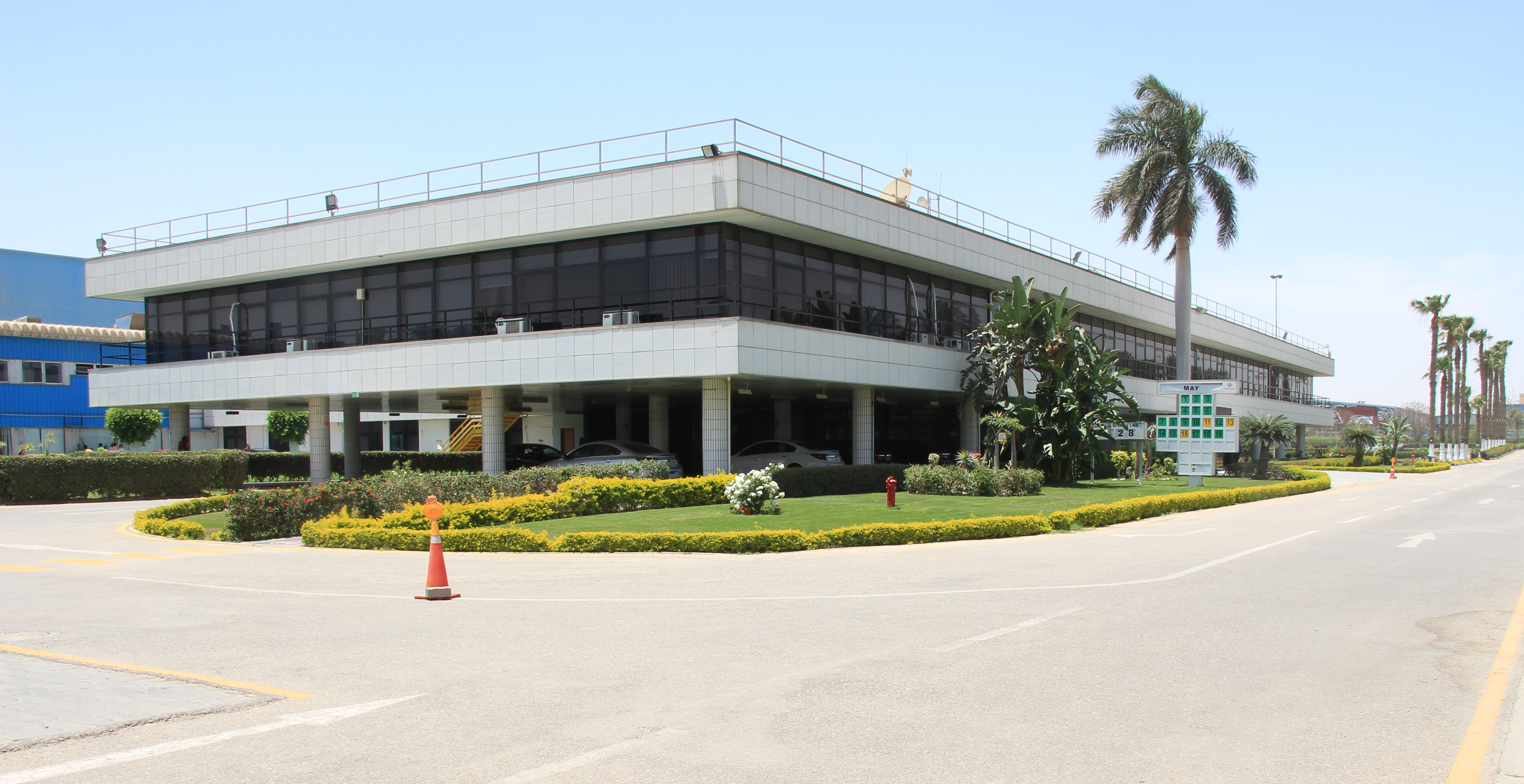
Завод General Motors Egypt у Місті імені 6 Жовтня, 2019 рік

| Рік  | Обсяг виробництва |
| ---- | ----------------- |
| 2000 | 59,765            |
| 2004 | 49,335            |
| 2005 | 123,425           |
| 2010 | 116,683           |
| 2011 | 81,731            |
| 2012 | 56,480            |
| 2013 | 39,050            |
| 2014 | 42,515            |
| 2015 | 36,000            |
| 2016 | 36,230            |
| 2017 | 36,640            |
| 2018 | 71,600            |
| 2019 | 18,500            |
| 2020 | 23,754            |
| 2021 | 23,754            |